# 우크라이나 정교회 (키이우 총대주교청)

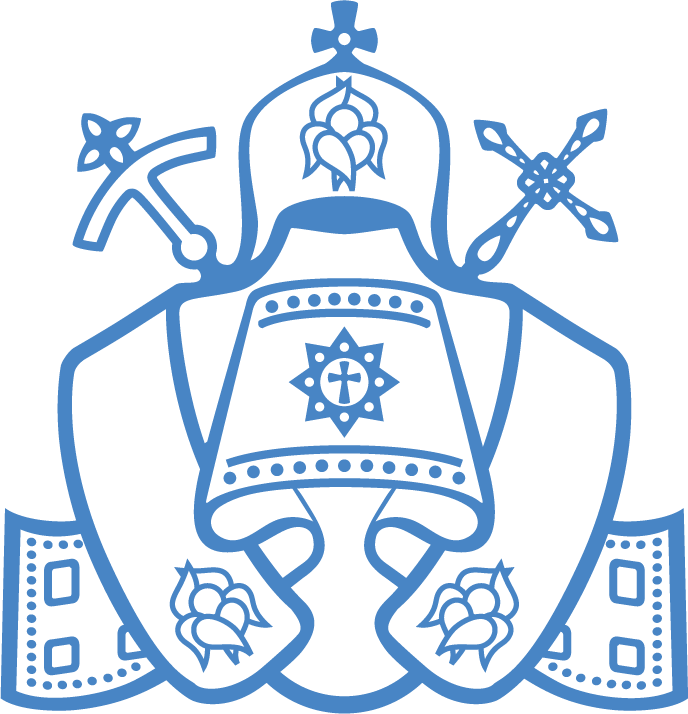

키이우 총대주교좌 우크라이나 정교회( Українська Православна Церква - Київського Патрiархату)는 우크라이나의 정교회 교단이었다. 우크라이나 공화국이 독립하고 난 이후인 1992년에 설립되었다. 2018년 12월 우크라이나 독립 정교회, 모스크바 총대주교좌 우크라이나 정교회와 통합 우크라이나 정교회로 통합되었다. 키이우 총대주교청측의 예피파니 두멘코 주교가 우크라이나 정교회 (통합정교회)의 대주교로 선출되었다.

## 역사
1990년 6월, 미국 우크라이나 정교회의 관구 대주교 므스티슬라프 (Mstyslav)가 우크라이나와 전 루스의 총대주교라는 칭호로 우크라이나 독립 정교회의 수좌주교로 선출되었다. 므스티슬라프는 우크라이나 독립 정교회를 창설한 주교들 가운데 마지막 생존자이다. 동년 11월에는 성 소피아 대성당에서 착좌식이 거행되었다. 이어서 1992년에는 키이우와 전 우크라이나의 총대주교의 칭호로 다시 선출돼 키이우 총대주교좌 우크라이나 정교회이 성립됐다. 이는 우크라이나에서 최초의 키이우 총대주교였지만 2018년 콘스탄티노플 총대주교청이 키이우 총대주교청을 독립 교회로 인정하기 전에는 다른 정교회로부터 교회법상의 지위를 승인을 받지 못했다.
므스티슬라프 총대주교가 1993년 6월 사망하자 같은 해 10월 블라디미르(Volodomyr)가 총대주교가 되었다. 블라디미르 총대주교는 1995년에 사망했다. 장례식은 키이우의 성 소피아 대성당에서 거행되었다. 마지막 총대주교는 필라레트이며 1995년 10월에 착좌했다.
2018년 12월 15일에 우크라이나 독립 정교회와 통합하여 신생 우크라이나 정교회가 출범하였다.

## 통계
키이우 총대주교청과 우크라이나 독립 정교회가 통합되기 전의 우크라이나 정교회 신도 중 키이우 총대주교좌(UOC-KP) 소속 교회 신도는 44%, 모스크바 총대주교좌(UOC-MP) 소속 교회 신도는 12.8%를 차지하고 있다. 모스크바 총대주교좌의 본당 수가 키이우 총대주교좌의 두 배나 많지만 키이우 총대주교좌는 모스크바 총대주교좌의 세배에 해당하는 신자가 소속하고 있었다. 키이우 총대주교좌는 2016년 전체 정교회의 38%, 인구의 25%를 차지했으며, 모스크바 총대주교좌는 정교회의 23%, 인구의 15%를 차지했다. 키이우 총대주교좌는 전 세계적으로 34개의 교구를 보유하고 있었으며 우크라이나에는 5,100개가 넘는 본당이 있었다. 미국에는 15개의 본당이 있었고 주교좌성당인 성 앤드류 성당은 일리노이주 블루밍데일에 있다. 그외에 오스트레일리아에는 6개의 본당이 있었고, 서유럽 지역에는 40개 이상의 본당이 있었다.

## 같이 보기
- 콘스탄티노폴리스 총대주교청
- 우크라이나 정교회
- 우크라이나 독립 정교회